# Antônio de Assis Republicano
Antônio de Assis Republicano, (Porto Alegre, 15 de novembro de 1897 - Rio de Janeiro, 26 de maio de 1960), foi um compositor, maestro, professor e fagotista brasileiro.
É autor da orquestração do Hino Nacional Brasileiro
e do Hino do Maranhão.

## Formação Musical
Concluiu em 1920 o curso de fagote no Instituto Nacional de Música. Estudou ainda harmonia, composição musical, contraponto, fuga e interpretação musical.

## Obras

### ObrasDramáticas
- “O bandeirante”, ópera em 2 atos, executada na temporada oficial do teatro Municipal do Distrito Federal, sob a regência de Gino Marinuzzi (1925)

- “Natividade de Jesus”, mistério em 4 atos, texto do Conde de Afonso Celso, executada no Teatro Municipal, em 1937, sob regência do autor
- “O Ermitão da Glória”, ópera em 3 atos, libreto de Modesto de Abreu, segundo novela de José de Alencar: (1943)
- “Guararapes”, ópera em 3 atos (1948), premiada em concurso.
- “A Cheia do Paraíso”, cena lírica, texto de Luís Gastão d'Escragnolle Dória (1924);

Bailados
- “Narciso”, em 2 atos, argumento de Teodorico de Almeida (1945) - Execução em 1º audição, pela Orquestra Sinfônica Brasileira, em 24 de Novembro de 1945 - Sob a direcção do autor.

Poemas Sinfônicos
- “Ubirajara” (1921)
- “O Navio Negreiro” (1925)
- “sinfonia das Multidões” para coros e Orquestra (1938)
- “Sinfonia das Américas”, para soprano, baixo, 2 coros, orquestra, banda e fanfarra (1945)
- “sinfonia em dó maior (1954); “sinfonia de São Paulo (s/d).

Outras Obras Sinfónicas e corais
- “Tola Pulchra”, para soprano, baixo, coro misto e orquestra (1924)
- “Festa à Bandeira”, para solista, coros, orquestra e banda, executada nas comemorações do 50º aniversário do Hino à Bandeira.

### Para solistas e orquestra
- “Improviso Sobre um Tema Brasileiro”, para violoncelo e orquestra

- “Magdala”, poema para soprano e orquestra (1926)
- “Concerto Para Violino e Orquestra” (1948), 1ª audição por Oscar Borgerth e orquestra;
- “Concerto Para Piano e Orquestra”, em lá menor — 1ª audição por Mário Neves e orquestra.

### Para orquestra
- 1ª Dança Brasileira (1926), 1ª audição sob a regência de Gino Marinuzzi;
- 2ª Dança Brasileira (1944) — 1ª audição, sob a regência de Alberto Wolff;
- 3ª Dança Brasileira — Chula (1952) — 1ª audição sob a regência de Lamberto Baldi, 1952
- 4ª Dança Brasileira (1954)
- 5ª Dança Brasileira (1955)
- 6ª Dança Brasileira
- Concerto (1924), para fagote e piano, executado pelo Autor, como solista, no Teatro Municipal do Rio de Janeiro.

### Para piano
- Noturno (1928)

### Para órgão
- Tocata e fuga (1950)

### Para trompa e piano
- Concertino, para trompa em fá e piano (1955)

### Para contrabaixo de cordas e piano
- Batuque Mineiro (1956) — 1ª audição por Antônio Leopardi

### Para Piano e Canto
- Canção de Jaíra (1925)
- Magdala, redução para soprano e orquestra (1926)
- Onde a Ventura Mora, para meio soprano (1926)
- O Amor e a Morte (1926)
- Ave Maria, para meio soprano (1929)
- Canção Gaúcha (Tirana), para solo, coros e piano (1929)
- Panis Angelicus, para meio soprano (1929)
- Aa Mãos de Branca, poema de Beni Carvalho (1942)
- Candomblé (1951)
- Desejo (1955)

### Para violoncelo e harpa
- O Crepúsculo
- Angústia da Natureza
- Fantasia Rústica
- Impressionado Estou
- Impromptu e Polonaise
- Às Armas

### Teses para concurso
- "A Orquestra e a Forma"
- "Concerto Grosso"

### Obras didaticas
- "Tratado de Composição"
- "Instrumentação e Orquestração"
- "Teoria Geral da Música" (em 3 volumes).

## Academia Brasileira de Música
É o fundador da cadeira 33 da Academia Brasileira de Música.